# Носко Микола Олексійович
Носко Микола Олексійович (23 вересня 1953, м. Курахове Донецької області) — доктор педагогічних наук, професор, дійсний член НАПН України (20.10.2016), Відмінник освіти України. Заслужений діяч науки і техніки України. Ректор Національного університету «Чернігівський колегіум» імені Т. Г. Шевченка.Віце-президент виконкому федерації волейболу України .

## Життєпис
Народився 23 вересня 1953 року у м. Курахове, Донецької області.
В 1975 році закінчив Чернігівський державний педагогічний інститут імені Т. Г. Шевченка, факультет фізичного виховання.
Після закінчення навчання став вчителем та організатором позакласної роботи в Андрусівській середній школі Чернігівської області.
В 1976 році стає старшим лаборантом та асистентом кафедри фізичного виховання.
1977—1983 роки — служив в армії СРСР.
З 1983 року — асистент кафедри теорії та методики фізичного виховання ЧДПІ імені Т. Г. Шевченка.
В 1986 році захистив кандидатську дисертацію і Київському державному інституті фізичної культури на тему «формування рухових навичок ударних рухів у волейболістів різних вікових груп».
З 1986 року доцент кафедри теорії та методики фізичного виховання, керує госпдоговірною темою.
З 1988 Президент СВК "Буревісник".
1989—1992 роки — виконує обов'язки відповідального члена приймальної комісії.
1997—2005 роки — працював на посаді проректора з виховної, методичної та соціально-психологічної роботи ЧНПУ імені Т. Г. Шевченка.
У 2003 році захищає докторську дисертацію з теми «Теоретичні та методичні основи формування рухових функцій у молоді під час занять фізичною культурою та спортом» в Інституті Педагогіки АПН України.
У 2004 році — професор кафедри педагогіки, психології та методики фізичного виховання.
У 2005 році — затверджений Міністерством освіти і науки на посаду ректора ЧНПУ імені Т. Г. Шевченка.
У 2010 році — за сприяння М. О. Носка Чернігівському державному педагогічному університету імені Т. Г. Шевченка було надано статус національного.
У 2010 році — стає членом-кореспондентом НАПН України.
У 2016 році — стає дійсним членом НАПН України
Депутат міської ради м. Чернігова.

## Нагороди
- Відмінник освіти України (1998 року);
- Почесною грамотою Міністерства освіти і науки України (2003 року);
- Знаком АПН України «К. Д. Ушинського» Посвідчення № 47 (1 листопада 2006 року Наказ № 44к);[5]
- Медаллю НАПН України «Григорія Сковороди» Посвідчення № 172 (від 19 вересня 2013 року Наказ № 34к);
- Почесною відзнакою Переяслав-Хмельницького державного педагогічного університету імені Г. С. Сковороди (23 вересня 2013 року № 265);
- ФВУ Дипломом за плідну багаторічну працю на благо розвитку Українського волейболу (23 вересня 2013 року);
- Відзнакою «Вірність козацьким традиціям» Міжнародний союз козацтва генерал-майор Носко Микола Олексійович (Наказ № 47 від 19 вересня 2013 року);
- Медаллю «Покрова Пресвятої Богородиці» Всеукраїнське об'єднання «Країна» генерал-майор Носко Микола Олексійович (Наказ № 14-н від 12 жовтня 2015 року);
- Міністерство освіти і науки України нагороджено нагрудним знаком «За наукові та освітні досягнення» (Наказ № 169к від 21 травня 2015 року);
- ФВУ Почесним знаком ФВУ ІІ ступеню Посвідчення № 16/27 (Постанова Виконкому ФВУ № 11/1 від 18 червня 2015 року);
- Почесний професор Переяслав-Хмельницького державного педагогічного університету імені Г. С. Сковороди (25 листопада 2016 року);
- «МАКБЕЗ» Почесний академік на підставі статуту Академії(Реєстр. № 499 від 29 вересня 2016 року);
- НОК України «Почесною відзнакою НОК України» За вагомий внесок в розвиток та пропаганду олімпійського руху в Україні;
- Почесною відзнакою НПУ імені М. П. Драгоманова За особливі досягнення на освітянській ниві, за участь у розробці і впровадженні нових освітніх державних стандартів, творче використання новітніх педагогічних технологій, якісне оновлення змісту вищої освіти, зміцнення і розвиток її матеріально-технічної бази Золотою медаллю «Михайла Петровича Драгоманова 1841—1895 рр.»;
- Присвоєно почесне звання Заслужений діяч науки і техніки України (1грудня 2016 року Указ № 533/2016).[6]
- Медаллю "За визначний внесок у поширення ідеї єдності Європи" НПУ імені М. П. Драгоманова

## Наукові досягнення
Автор понад 350 наукових праць — монографії, підручники, навчальні посібники.

## Керівництво організаціями
- Віце-президент Студентської спортивної спілки України;
- Віце-президент Національної федерації волейболу України;
- Почесний президент спортивного волейбольного клубу «Буревісник»;
- Член міжвідомчої ради з координації кандидатських досліджень із педагогічних і психологічних наук.[5]

## Наукові роботи
- Носко М. О. Біометрія руховий дій людини. — Київ: Слово, 2011. — 215 с.
- Носко М. О., Бельський О. М., Ткач Е. М. Методичний посібник з організації і методики проведення уроків плавання в загальноосвітній школі.
- Носко М. О. Педагогічні основи навчання молоді та дорослих рухів зі складною біомеханічною структурою: монографія
- Носко М. О. К. Д. Ушинський і сучасні проблеми освіти в Україні
- Носко М. О. Теоретичні та методичні основи формування рухової функції у молоді під час занять фізичною культурою та спортом
- Носко М. О. Розвиток педагогічної науки на Чернігівщині в руслі ідей К. Д. Ушинського.
- Носко, М. О. Вихідні показники фізичного розвитку молоді
- Носко, М. О. Фізичне виховання і спорт у вищих навчальних закладах при організації кредитно-модульної технології: підручник / Носко М. О., Данілов О. О., Маслов В. М. ; М-во освіти і науки, молоді та спорту України. — К.: Слово, 2011.
- Носко М. О. Соматометричний розвиток дітей дошкільного віку
- Носко М. О., Носко Ю. М. Теоретико-методичні основи розвитку рухової функції учнівської та студентської молоді.
- Носко М. О. Просторове розташування основних ланок тіла людини в соматичній системі координат відносно вектора гравітації
- OLEG KAMAEV, EVGENIY PROSKUROV, VLADIMIR POTOP, MYKOLA NOSKO, TETIANA  YERMAKOVA  Factors  that influence somatic health of 10-11-year-old schoolchildren at  thebeginning and end of an academic year Journal of Physical Education  and Sport, 2017, 17(1), 407 - 413. doi:10.7752/jpes.2017.01060
- ROMAN BOICHUK, SERGII IERMAKOV, MYKOLA NOSKO  Pedagogical  conditions of motor training of junior volleyball players during theinitial  stage Journal of Physical Education  and Sport, 2017, 17(1), 327 - 334. doi:10.7752/jpes.2017.01048
- OLGA IVASHCHENKO, OLEG KHUDOLII, SERGII IERMAKOV, MARC LOCHBAUM, MIROSŁAWA  CIEŚLICKA, WALERY ZUKOW, MYKOLA NOSKO, TETIANA YERMAKOVA  Methodological  approaches to pedagogical control of the functional and motorfitness of the  girls from 7-9 grades Journal of Physical Education  and Sport, 2017, 17(1), 254 – 261. doi:10.7752/jpes.2017.01038
- Druz VA, Iermakov SS,  Nosko MO, ShesterovaLYe, Novitskaya NA. The problems of students’ physical  training individualization. Pedagogics, psychology, medical-biological problems of physical  training and sports, 2017; 21(2): 51-59. doi:10.15561/18189172.2017.0201
- Pryimakov AA, Eider E,  Nosko MO, Iermakov SS. Reliability of functioning and reserves of system,  controlling movements with different coordination structure of special health  group girl students in physical education process. Physical education of students, 2017; 21(2): 84-89.  doi:10.15561/20755279.2017.0206